# Jacky Vincent
Jacky Vincent (23 de janeiro de 1989, Londres, Inglaterra) é um músico britânico e ex guitarrista do Falling in Reverse. Ele também é colunista da Guitar World.

## Biografia
Jacky Casey Vincent nasceu em 23 de janeiro de 1989 na cidade de Londres na Inglaterra. Ele é formado pela Universidade de Londres (Royal Academy of Music) em Teoria Musical e Composição Musical. Sua primeira banda foi "Stock boy", onde não obteve muito sucesso. Ele se mudou mais tarde para Las Vegas, Nevada onde se juntou a banda de Ronnie Radke, o Falling in Reverse e se destacou como guitarrista, chegando a ser o guitarrista do ano de 2012 segundo a revista Alternative Press.

A partir do inicio de 2013, Vincent estréia como colunista para a revista Guitar World onde ele da instruções de técnicas para os riffs e solos que ele usa com o Falling In Reverse.
Em 2013, Jacky fez participação na música "Death From Above" de Oh, Sleeper. Lançada como single em 1 de julho, faz parte do álbum Titan.

Em 2013 Jacky anuncia seu álbum solo com previsão de lançamento para 22 de outubro pela Shrapnel Label. O disco tem 13 músicas e conta com várias participações especiais, incluindo seus parceiros de banda do Falling In Reverse.
Em outubro de 2015, Jacky anunciou sua saída do Falling in Reverse para seguir carreira solo, e entrar em sua nova banda Cry Venom

## Discografia

### Álbuns
com Falling in Reverse
- The Drug in Me Is You (2011)
- Fashionably Late (2013)
- Just Like you (2015)

solo
- Star X Speed Story (2013)

### Colaborações
- Oh, Sleeper - "Death From Above" (2013)

## Prêmios e indicações
| Ano  | Premiação         | Resultado | Nomeação      | Categoria          | Notas    |
| ---- | ----------------- | --------- | ------------- | ------------------ | -------- |
| 2011 | Alternative Press | Indicado  | Jacky Vincent | Guitarrista do Ano | 5º Lugar |
| 2012 | Loudwire          | Indicado  | Jacky Vincent | Guitarrista do Ano | 4º Lugar |
| 2012 | Alternative Press | Venceu    | Jacky Vincent | Guitarrista do Ano | 1º Lugar |

## Ligações Externas
- Twitter Oficial